# Sharpe (TV-serie)
Sharpe är en brittisk tv-serie som är baserad på författaren Bernard Cornwells böcker om Richard Sharpe, en soldat under Napoleonkrigen. Serien producerades av Central Independent Television för tv-bolaget ITV, och huvudrollen spelades av Sean Bean. Sharpe spelades huvudsakligen in i Turkiet och på Krimhalvön (Spanien, Portugal och England användes som kompletterande inspelningsplatser under 1993-1997, 2006 och 2008).

## Sammanfattning
I början av serien är Richard Sharpe en vanlig furir i regementet 95th Rifles. När han räddar livet på general Arthur Wellesley och lyckas döda tre franska kavallerisoldater befordras han till löjtnant för "de utvalda männen", de bästa skyttarna i 95th Rifles (däribland Patrick Harper). I större delen av "Sharpe's Rifles" är Sharpe och Harper osams, men utvecklar en nära vänskap under seriens gång. Befälen i den brittiska armén, däribland Arthur Wellesley och major Michael Hogan, förstår tidigt Sharpes kapacitet och skickar honom därför på flera svåra uppdrag.
Efter flera lyckade uppdrag befordras Sharpe och blir major över South Essex. På grund av sin förmåga att vinna flera slag ur underläge blir han snabbt ett välkänt namn inom armén. Vid ett tillfälle lyckas han erövra en fransk örn i slaget vid Talavera, vilket gör honom känd i hela Europa. Han framfusighet skaffar honom dock många fiender, bland dem den franske majoren Pierre Ducos och sir Henry Simmerson (vars brorsdotter han senare gifter sig med). I "Sharpe's Company" dyker Obadiah Hakeswill upp, en gammal fiende som tjänstgjorde tillsammans med Sharpe i Indien och fick Sharpe pryglad för ett brott som Hakeswill själv hade begått. Efter att ha mördat en soldat i South Essex och hans fru under belägringen av Badajoz flyr Hakeswill och går med i en rebellarmé som består av brittiska, portugisiska, franska och spanska trupper. Hakeswill mördar senare Sharpes fru Teresa Moreno och avrättas för detta.
Under seriens gång har Sharpe tre fruar. Den första är Teresa Moreno, en gerillasoldat som slåss mot fransmännen. Hon mördas av Hakeswill i "Sharpe's Enemy". I "Sharpe's Regiment" träffar Sharpe Jane Gibbson, sir Simmersons brorsdotter, och gifter sig med henne i "Sharpe's Siege". När Sharpe är ute i strid förråder Jane Sharpe, och flyr tillsammans med en älskare och alla Sharpes tillgångar. När Sharpe är i Frankrike och strider under "Sharpe's Revenge" träffar han ytterligare en kvinna, Lucille Castineau, en änka efter en fransk soldat. De gifter sig och Sharpe bosätter sig i Frankrike.

## Avsnitt
| Inspelningsår | Namn               | Läge                   | Årtal       |
| ------------- | ------------------ | ---------------------- | ----------- |
| 1993          | Sharpe's Rifles    | Reträtten till Coruña  | 1809        |
| 1993          | Sharpe's Eagle     | Slaget vid Talavera    | 1809        |
| 1994          | Sharpe's Company   | Belägringen av Badajoz | 1812        |
| 1994          | Sharpe's Enemy     | Portugal               | 1812        |
| 1994          | Sharpe's Honour    | Slaget vid Vitoria     | 1813        |
| 1995          | Sharpe's Gold      |                        | 1813        |
| 1995          | Sharpe's Battle    | Fransk-spanska gräsen  | 1813        |
| 1995          | Sharpe's Sword     | Fransk-spanska Gränsen | 1813        |
| 1996          | Sharpe's Regiment  | England                | 1813        |
| 1996          | Sharpe's Siege     | Bordeaux               | 1813        |
| 1996          | Sharpe's Mission   | Frankrike              | 1810 & 1813 |
| 1997          | Sharpe's Revenge   | Toulouse               | 1814        |
| 1997          | Sharpe's Justice   | Freden 1814            | 1814        |
| 1997          | Sharpe's Waterloo  | Slaget vid Waterloo    | 1815        |
| 2006          | Sharpe's Challenge | Indien                 | 1803 & 1817 |
| 2008          | Sharpe's Peril     | Indien                 | 1818        |